# 摩诃三末多
摩诃三末多 (字面意思是“大等”，即大平等王)，也被称作卡迪亚（Khattiya）、拉者（Rāja）, 是佛教传统中世界上第一个君主。 上座部佛教史书《大史》（Mahāvaṃsa）和《琉璃宫史》（Maha Yazawin）中记述他是释迦族的始祖。他是十一个叫做摩诃三末多的世界君主中的第一个，每个君主都开创了一个属于自己的王朝。

## 概述
摩诃三末多生于世界创立之初的南瞻部洲（当时地面上适合居住的大陆），其家族属于太阳王朝。因为尚未建立政治秩序，所以人们把他选为国王他登上王位后取王号“摩诃三末多” ，立毗湿奴之妹Manikpala为王后。统治期间，制定国法，选任贤人，建立军队，开拓疆土。此外，他还分别了四个等级——统治者、婆罗门、富人、穷人，主持编纂了第一部法典（dhammasattha）。
根据《大史小传》（提卡）的记载，摩诃三末多上一世是个菩萨 。Jātaka 中记载Mahāmandhātā是摩诃三末多的重重重重孙，也是一位菩萨，并把摩诃三末多作为一个虽然已经功德圆满（甚至受到神的祝福）但仍然会死的例子。Cetiya Jātaka 中记载摩诃三末多的寿命是一阿僧祇。

## 后续
摩诃三末多的王朝据说有6万3千个国王，因无人信奉佛法而灭亡。第二王朝的创始人沿用了摩诃三末多的称号，自称摩诃三末多二世，这个王朝也在传了6万3千个国王后灭亡，之后的王朝延续着这个兴起又灭亡的循环，直到历史上释迦摩尼的时代。而按照斯里兰卡和缅甸史书中的说法，每一个朝代都延续了8千亿年，这意味着大地诞生于10万亿年前。按照这个传统，从摩诃三末多到释迦摩尼之间总共有334569个国王。
按照上座部佛教传统上的说法，总共出现过二十八佛。前七个朝代中有二十四佛，后四个朝代中则是最近四佛。
| 姓名     | 时代                 |
| -------- | -------------------- |
| 惧留孙佛 | 摩诃三末多第八王朝   |
| 俱那含佛 | 摩诃三末多第九王朝   |
| 迦叶佛   | 摩诃三末多第十王朝   |
| 乔达摩佛 | 摩诃三末多第十一王朝 |

## 重要性
摩诃三末多在各教派的记叙中多次被提及。除了上座部佛教外，藏传佛教认为他是政治思想的创始人。

## 书目
- Heissig, Walther. . University of California Press. 1980. ISBN 9780520038578.
- Kala, U.  1–3 2006, 4th printing. Yangon: Ya-Pyei Publishing. 1724 （缅甸语）.
- Kapferer, Bruce.  illustrated. University of Chicago Press. 1997. ISBN 9780226424118.
- Kapferer, Bruce.  illustrated. Berghahn Books. 2002. ISBN 9781571814180.
- Mahanama-sthavira, Thera. Douglas Bullis , 编. . Jain Publishing Company. 1999. ISBN 9780895819062.
- Maha Thilawuntha, Shin. Pe Maung Tin , 编.  4th printing, 2010. Yangon: Burma Research Society (original publisher), Ya-Pyei (4th printing). 1928 （缅甸语）.
- Rhys Davids, T.W.  3 reprint. Kessinger Publishing. 2006. ISBN 9781428635029.